# Caloptilia fera
Caloptilia fera är en fjärilsart som beskrevs av Paolo Triberti 1989. Caloptilia fera ingår i släktet Caloptilia och familjen styltmalar.
Artens utbredningsområde är:
- Kenya.
- Nigeria.

Inga underarter finns listade i Catalogue of Life.